# Unione Sportiva Baracca Calcio 1998-1999
Questa pagina raccoglie le informazioni riguardanti l'Unione Sportiva Baracca Calcio nelle competizioni ufficiali della stagione 1998-1999.

## Rosa
| N. |                   | Ruolo | Calciatore              |
| -- | ----------------- | ----- | ----------------------- |
|    | Italia (bandiera) | A     | Giovanni Ballotta       |
|    | Italia (bandiera) | C     | Davide Campofranco      |
|    | Italia (bandiera) | D     | Sandro Ciuffetelli      |
|    | Italia (bandiera) | D     | Eugenio Falcone         |
|    | Italia (bandiera) | D     | Pierfrancesco Felicioni |
|    | Italia (bandiera) | A     | Nicola Fiorani          |
|    | Italia (bandiera) | D     | Gennaro Fragliasso      |
|    | Italia (bandiera) | C     | Marco Giuliodori        |
|    | Italia (bandiera) | P     | Francesco Gnudi         |
|    | Italia (bandiera) | C     | Francesco Giulino       |
|    | Italia (bandiera) | A     | Ivan Iacona             |
|    | Italia (bandiera) | A     | Federico Lauria         |
|    | Italia (bandiera) | D     | Gaetano Lo Nero         |

| N. |                   | Ruolo | Calciatore             |
| -- | ----------------- | ----- | ---------------------- |
|    | Italia (bandiera) | P     | Leonardo Lombardi      |
|    | Italia (bandiera) | A     | Fabio Lorieri          |
|    | Italia (bandiera) | C     | Josef Manzini          |
|    | Italia (bandiera) | A     | Salvatore Mastronunzio |
|    | Italia (bandiera) | C     | Valerio Mazzucato      |
|    | Italia (bandiera) | D     | Luigi Morgante         |
|    | Italia (bandiera) | A     | Marco Nichetti         |
|    | Italia (bandiera) | D     | Gastone Pistore        |
|    | Italia (bandiera) | C     | Giovanni Pittalis      |
|    | Italia (bandiera) | D     | Fabrizio Salvini       |
|    | Italia (bandiera) | D     | Silvio Toniolo         |
|    | Italia (bandiera) | C     | Matteo Urbinati        |
|    | Italia (bandiera) | C     | Vincenzo Zanzi         |